# Grupo Desportivo Riopele
El GD Riopele fue un equipo de fútbol de Portugal que alguna vez jugó en la Primeira Liga, la máxima categoría de fútbol en el país.

## Historia
Fue fundado en el año 1958 en la localidad de Vila Nova de Famalicão en el distrito de Braga y principalmente pasó jugando en la desaparecida Tercera División de Portugal.
Su mayor logro fue el haber jugado en la Primeira Liga en la temporada de 1977/78 luego de terminar en tercer lugar en la Segunda División de Portugal. Su temporada de debut también fue de despedida luego de terminar en 15º lugar entre 16 equipos solo superando al CD Feirense, con lo que inició un viaje en caída libre que lo mandó a las divisiones regionales del distrito de Braga en 1983 y termina desapareciendo en 1985 a causa de que ya no era rentable tener al equipo mayor, aunque todavía existe como equipo en categorías menores.

## Jugadores

### Jugadores destacados
- Jorge Jesus
- José Romão[3][4]